# Декстер (переписна місцевість, Мен)
Декстер (англ. Dexter) — переписна місцевість (CDP) в США, в окрузі Пенобскот штату Мен. Населення — 2093 особи (2020).

## Географія
Декстер розташований за координатами 45°0′58″ пн. ш. 69°17′41″ зх. д. / 45.01611° пн. ш. 69.29472° зх. д. (45.016200, -69.294648).  За даними Бюро перепису населення США в 2010 році переписна місцевість мала площу 13,77 км², з яких 12,25 км² — суходіл та 1,52 км² — водойми.

## Демографія
Згідно з переписом 2010 року, у переписній місцевості мешкало 2158 осіб у 944 домогосподарствах у складі 566 родин. Густота населення становила 157 осіб/км².  Було 1149 помешкань (83/км²).
Расовий склад населення:
| - 96,8 % — білих - 0,7 % — корінних американців - 0,7 % — азіатів - 0,3 % — чорних або афроамериканців |

До двох чи більше рас належало 1,3 %. Частка іспаномовних становила 1,5 % від усіх жителів.
За віковим діапазоном населення розподілялося таким чином: 22,9 % — особи молодші 18 років, 59,3 % — особи у віці 18—64 років, 17,8 % — особи у віці 65 років та старші. Медіана віку мешканця становила 42,4 року. На 100 осіб жіночої статі у переписній місцевості припадало 87,0 чоловіків;  на 100 жінок у віці від 18 років та старших — 86,0 чоловіків також старших 18 років.
Середній дохід на одне домашнє господарство  становив 40 913 долари США (медіана — 37 734), а середній дохід на одну сім'ю — 47 794 долари (медіана — 49 292). За межею бідності перебувало 22,4 % осіб, у тому числі 39,6 % дітей у віці до 18 років та 10,4 % осіб у віці 65 років та старших.
Цивільне працевлаштоване населення становило 790 осіб. Основні галузі зайнятості: освіта, охорона здоров'я та соціальна допомога — 22,3 %, роздрібна торгівля — 22,0 %, публічна адміністрація — 11,0 %, науковці, спеціалісти, менеджери — 7,6 %.